# St. Theresa Point Airport
St. Theresa Point Airport är en flygplats i Kanada.   Den ligger i provinsen Manitoba, i den sydöstra delen av landet, 1 700 km nordväst om huvudstaden Ottawa. St. Theresa Point Airport ligger 232 meter över havet.
Terrängen runt St. Theresa Point Airport är mycket platt. Trakten runt St. Theresa Point Airport är nära nog obefolkad, med mindre än två invånare per kvadratkilometer.. 